# Pedernales, Mexiko
Pedernales är en ort i Mexiko.   Den ligger i kommunen Tacámbaro och delstaten Michoacán de Ocampo, i den södra delen av landet, 250 km väster om huvudstaden Mexico City. Pedernales ligger 1 044 meter över havet och antalet invånare är 6 240.
Terrängen runt Pedernales är lite bergig. Runt Pedernales är det ganska glesbefolkat, med 45 invånare per kvadratkilometer. Närmaste större samhälle är Tacámbaro de Codallos, 10,5 km norr om Pedernales. I omgivningarna runt Pedernales växer huvudsakligen savannskog.